# Börje Wehlin

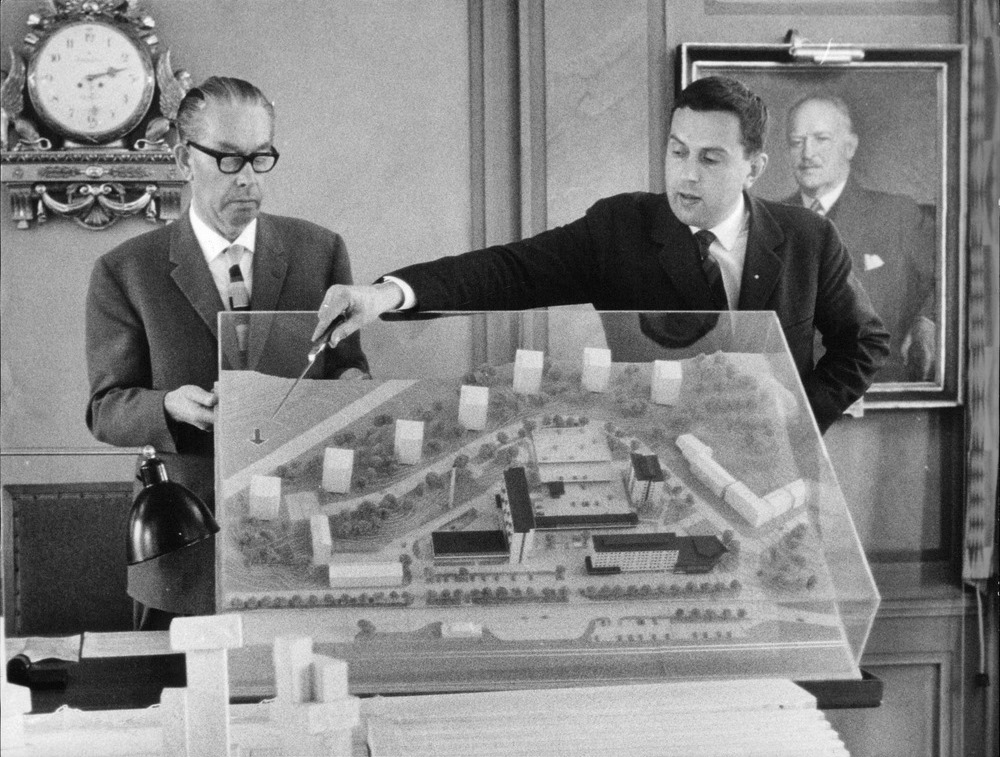
Wehlin visar en modell av Tumba centrum för kommunalnämndens ordförande i Botkyrka landskommun Ernst Blom (till vänster).

Nils Börje Wehlin, född 1 mars 1921 i Stockholm, död 28 juni 2000 i Grödinge församling, Stockholms län, var en svensk arkitekt.

## Biografi

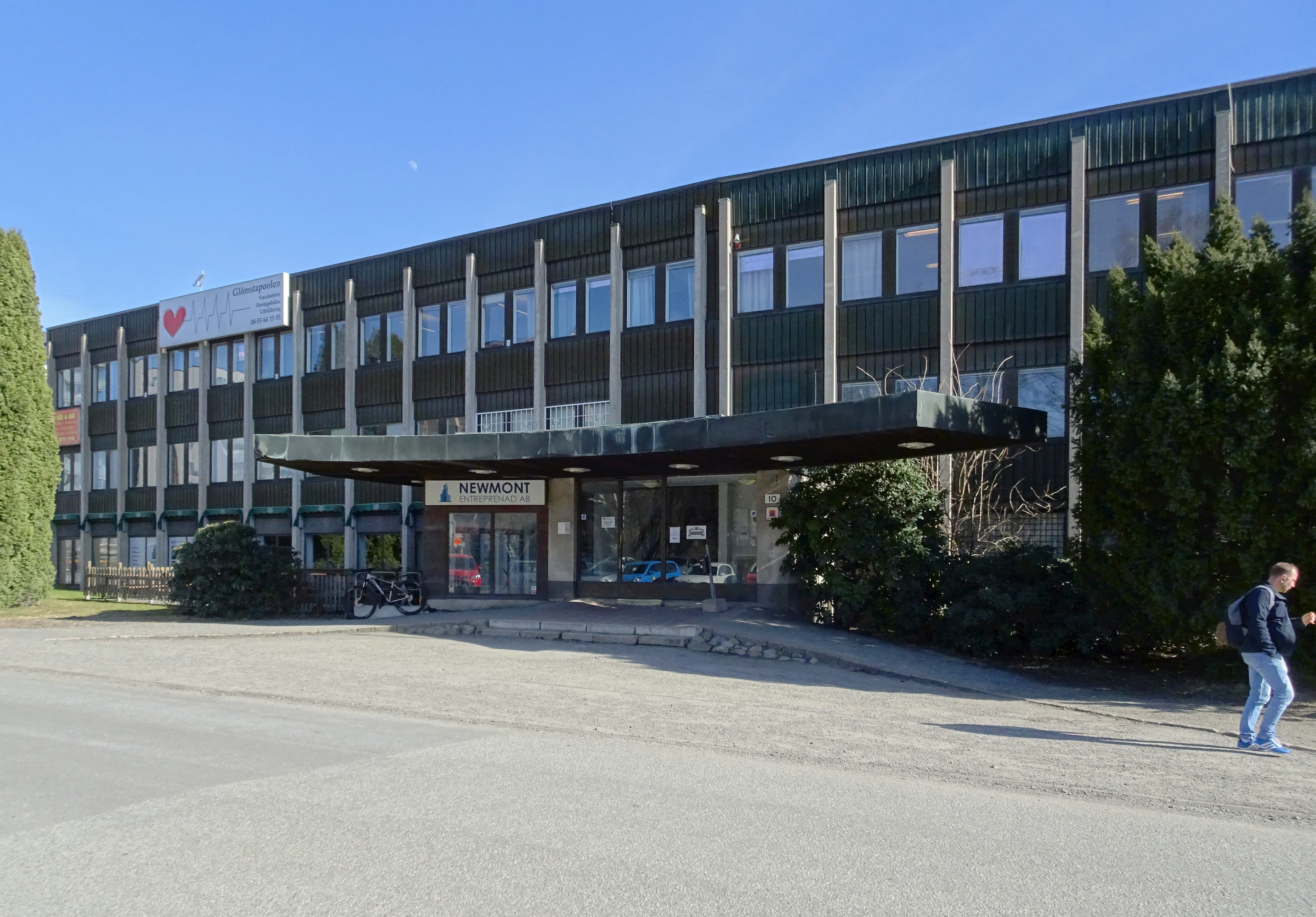
Fabriken 15, industrianläggning för Sundstrands Hydraulic i Storängens industriområde (1970-tal).

Wehlin, som var son till ingenjör Nils Wehlin och Märta Åhlén, avlade studentexamen i Stockholm 1940 samt utexaminerades från Kungliga Tekniska högskolan 1946 och från Kungliga Konsthögskolan 1954. Han anställdes hos arkitekt Gunnar Gräslund 1946, hos arkitekterna Bengt Romare och Georg Scherman 1947, i arbetarskyddsnämnden 1948, var arkitekt och byrådirektör i Byggnadsstyrelsen 1953–1958 och bedrev egen verksamhet inom Wehlin och Carlsson Arkitektkontor AB från 1952. Han blev senare stadsarkitekt i Botkyrka landskommun. Han var 1:e assistent vid Kungliga Tekniska högskolan 1950–1951, övningsassistent 1953 och 1959 och lärare på Stockholms stads tekniska aftonskola 1951–1954. Han blev kapten i Livgrenadjärregementets reserv 1957. 
Wehlin ritade bland annat Tumba kyrka (1973). Han var sekreterare i Kungliga Tekniska högskolans studentkår 1943, klubbmästare i Yngre arkitekters nämnd 1947–1948 och styrelseledamot i Svenska Arkitekters Riksförbund 1955–1957. Han skrev handboken Personalrum (1952) och tidskriftsartiklar. Han tilldelades Kungliga Konsthögskolans hertigliga medalj.